# Machemont
Machemont é uma comuna francesa na região administrativa de Altos da França, no departamento de Oise. Estende-se por uma área de 6,33 km². Em 2010 a comuna tinha 767 habitantes (densidade: 121,2 hab./km²).